# Vanity Fair (Amerikaans tijdschrift 1913-1936)

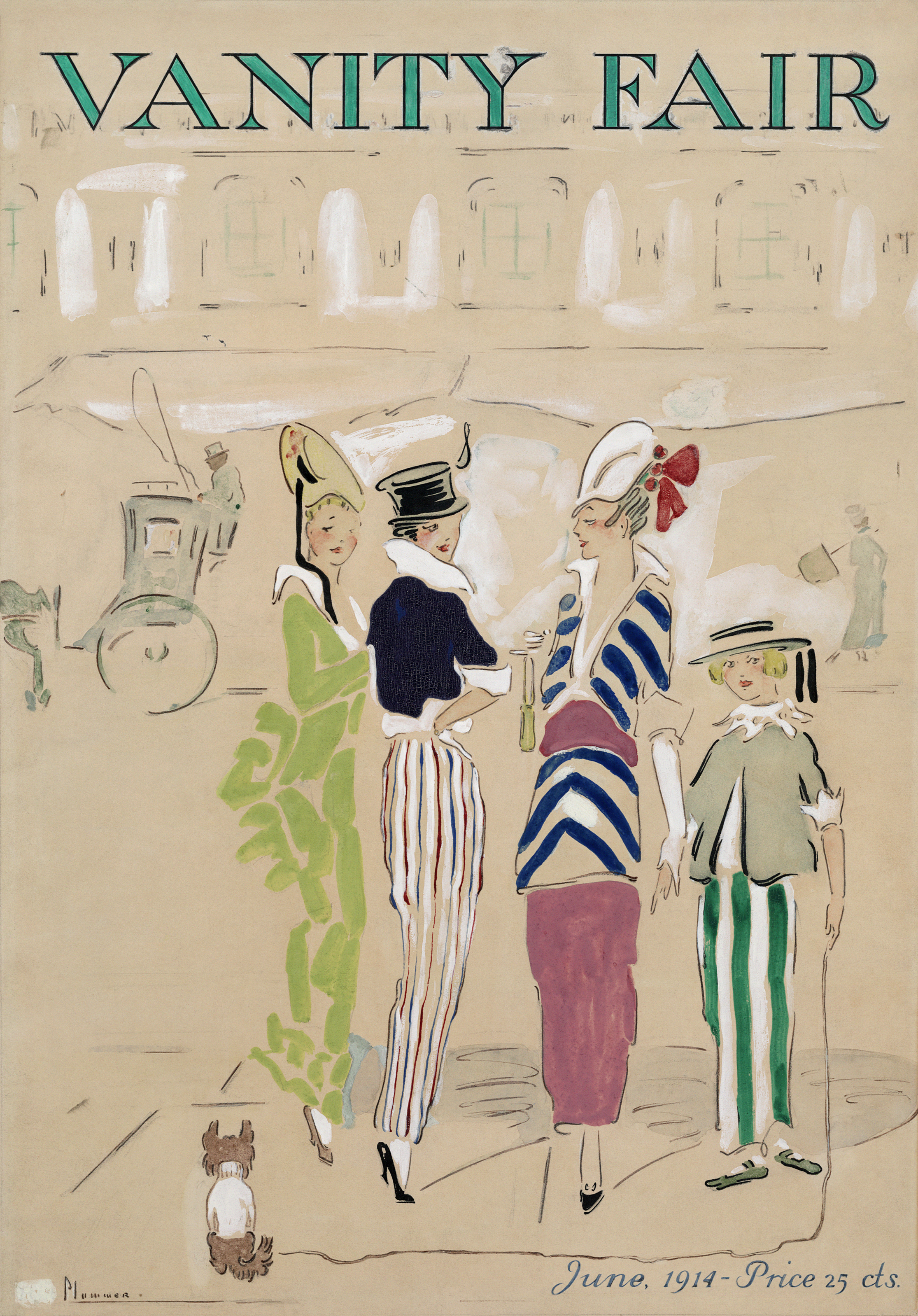
Voorzijde van het tijdschrift in juni 1914

Vanity Fair was een Amerikaans society-tijdschrift in de jaren 1913 tot en met 1936. In de beginjaren was het blad erg succesvol, maar na de Grote Depressie was het niet meer winstgevend. Het tijdschrift werd in 1936 samengevoegd met Vogue.

## Geschiedenis
Condé Montrose Nast zette in 1913 het blad Dress op, dat hij later dat jaar nog omdoopte in Dress and Vanity Fair. De gewenste titel was echter Vanity Fair en na een korte stopzetting werd het blad onder die titel in 1914 geherintroduceerd. Met name door stukken van de schrijver Frank Crowninshield werd het blad bekend. Andere schrijvers waren komiek Robert Benchley en Robert E. Sherwood. Zij maakten alle drie deel uit van de Algonquin Round Table. Diverse andere schrijvers schreven in 1923 eenmalig een stuk voor het blad, zoals Aldous Huxley, T.S. Eliot, Ferenc Molnár, Gertrude Stein en Djuna Barnes.
Na een piek van de oplage van 90.000 exemplaren, waarbij het blad meer advertenties kon verkopen dan elk ander Amerikaans tijdschrift, liep de oplage door de Grote Depressie terug. Oprichter Nast besloot in 1936 het blad met Vogue samen te voegen, dat een oplage van 156.000 had. In 1983 werd het blad weer opgezet onder dezelfde titel.